# Marios Dīmītriou (calciatore 1973)
Marios Dīmītriou (in greco: Μάριος Δημητρίου; 1º agosto 1973) è un ex calciatore cipriota, di ruolo centrocampista.

## Carriera

### Club
Ha giocato nella massima serie cipriota con AEK Larnaca e Digenis Morphou.

### Nazionale
Ha esordito con la nazionale cipriota nel 1999, giocando 4 partite fino all'anno successivo.